# Il laureato
Il laureato (in inglese The Graduate) è un film statunitense del 1967 di Mike Nichols, basato sull'omonimo romanzo di Charles Webb.
Con un cast che vedeva la presenza di Dustin Hoffman, Anne Bancroft e una giovane Katharine Ross, le cui interpretazioni valsero a tutti e tre la candidatura al premio Oscar, Il laureato rimane ancora oggi uno tra i film più iconici degli anni sessanta nonché tra i più grandi successi di critica e pubblico del cinema americano.
Indimenticabile la colonna sonora firmata dal duo folk rock Simon & Garfunkel con i brani The sound of silence, Mrs Robinson e Scarborough Fair.
Nel 1996 fu scelto per la conservazione nel National Film Registry della Biblioteca del Congresso e nel 1998 l'American Film Institute lo classificò settimo della classifica dei migliori cento film statunitensi di tutti i tempi (poi riclassificato diciassettesimo nell'aggiornamento di dieci anni dopo).

## Trama
Benjamin Braddock, un giovane di buona famiglia, torna a casa in California dopo avere terminato il college per riabbracciare i genitori che hanno organizzato una festa per la sua laurea. Il giovane appare in realtà distaccato e pensieroso per il suo avvenire dopo aver terminato gli studi. Tra gli invitati alla festa c'è l'avvenente signora Robinson, moglie del socio d'affari del signor Braddock, la quale approccia Ben e, facendosi riaccompagnare a casa, tenta di sedurlo. Visibilmente frastornato, Ben riesce a liberarsi dall'impaccio appena un attimo prima dell'arrivo del marito della donna.
Pochi giorni più tardi, sopraffatto da una stanca routine e ormai privo di impegni universitari, Ben cede alle lusinghe della signora Robinson: una sera la invita a raggiungerlo in un hotel e, dopo alcune naturali ritrosie, finisce a letto con lei. Da quel momento i due iniziano una regolare frequentazione e l'estate da fresco laureato trascorre per Ben nell'indolenza, tra i bagni nella piscina della villa dei suoi genitori e gli incontri clandestini con la donna. La sua relazione con la signora Robinson va avanti all'insaputa dei propri genitori che però una sera organizzano per lui un incontro con Elaine, la giovane figlia dei Robinson nel frattempo arrivata in città. Inizialmente contrariato e scontroso, Benjamin trascorre poi una bellissima serata in compagnia della ragazza dandole appuntamento al giorno seguente quando però ad attenderlo trova la signora Robinson. La donna fin da subito aveva invitato Ben a stare alla larga dalla figlia ed è ora pronta a riferire a Elaine la loro relazione. La situazione è concitata e Ben, preso dalla disperazione e temendo di perdere Elaine, sceglie di rivelare personalmente a quest'ultima la verità. La ragazza ne rimane sconvolta e lo caccia via.
Ben capisce di essere innamorato di Elaine e inizia un disperato tentativo di riconquistarla. La raggiunge a Berkeley, dove la ragazza studia, e riesce ad avvicinarla nonostante lei sia ancora fortemente risentita con lui e abbia cominciato una frequentazione con un giovane studente di nome Carl. In un drammatico confronto Ben confessa a Elaine tutto il suo pentimento per aver ceduto alla seduzione della madre e le dichiara il suo amore. I due progettano di sposarsi, ma il loro rapporto si interrompe di nuovo bruscamente quando il Sig. Robinson, furioso per aver saputo dalla moglie della sua relazione con Benjamin, convince Elaine a lasciare Berkeley e dimenticarlo. La ragazza viene promessa al giovane Carl e per Ben è una corsa contro il tempo per trovarla ed evitare le nozze tra i due.
Dopo aver ottenuto informazioni circa la cerimonia nuziale dai compagni di college di Carl, il protagonista si precipita a Santa Barbara a bordo della sua Alfa Duetto, e irrompe in chiesa urlando il nome di Elaine che, dopo una breve esitazione, lascia l'altare e corre verso di lui tra lo sgomento generale. I parenti degli sposi s'avventano sul ragazzo ma, brandendo un grosso crocifisso, Benjamin riesce a divincolarsi e a rinchiuderli all'interno della chiesa, usando lo stesso crocifisso a mo’ di chiavistello. Ben ed Elaine corrono mano nella mano prendendo al volo il primo autobus di passaggio e la loro fuga d'amore si conclude sulle note di The Sound of Silence.

## Produzione
Il produttore Lawrence Turman acquistò i diritti cinematografici del libro già nel 1964, per mille dollari, e propose di dirigere il film a Mike Nichols, che conosceva come regista teatrale ma che a quella data non aveva ancora debuttato al cinema. Furono coinvolti diversi sceneggiatori, in successione, prima di arrivare a un testo soddisfacente per Nichols: nei titoli di testa la sceneggiatura è attribuita a «Calder Willingham e Henry Buck» non perché sia stata scritta dai due insieme, a quattro mani, ma perché pur avendo Nichols scartato quella di Willingham, questi ottenne con un arbitrato di venir comunque citato nei crediti.
All'inizio la produzione cercava attori biondi e atletici perché nel romanzo Ben è alto 1,80, ha gli occhi azzurri, i capelli biondi (come per esempio il giovanottone che sposa Elaine nel finale) e pratica surf. Buck Henry ha dichiarato che essendo appunto i protagonisti della storia dei tipici sud-californiani, Wasp e surfisti il cast ideale cui pensavano era composto da Doris Day nel ruolo della signora Robinson, Robert Redford in quello di Ben, Candice Bergen nella parte di Elaine.
Per la parte della protagonista si pensò appunto a Doris Day, da affiancare nientemeno che a Ronald Reagan nella parte del signor Braddock, ma l'attrice manifestò uno sdegnato rifiuto. Sembra che il ruolo sia stato rifiutato anche da Ava Gardner, che non intendeva girare scene audaci, e Patricia Neal, che non si era ancora completamente ripresa da una serie di ictus. La parte fu poi assegnata alla 36enne Anne Bancroft, che venne appositamente vestita e truccata per apparire più matura.
Nichols si convinse che Redford era troppo bello e affascinante per un ruolo da “imbranato” come quello di Ben, così, pur avendo fatto molti provini, scelse lo sconosciuto e poco avvenente Hoffman, ignorando i molti che lo mettevano in guardia dal rischio di costruire il film su un volto pressoché nuovo, quasi un debuttante al cinema.
La lavorazione si svolse dal 13 marzo al 5 agosto del 1967, fra Los Angeles, Beverly Hills, Berkeley e San Francisco. Katharine Ross ha raccontato che, dopo aver faticosamente selezionato gli attori, il regista li fece provare tre settimane in studio, senza scene né costumi, prima di girare una sola scena. Un metodo tipicamente teatrale, come la formazione di Nichols, giudicato dall'attrice molto proficuo, perché consentì loro di entrare al meglio nei personaggi.
Per la colonna sonora, Nichols volle assolutamente brani cantati da Simon e Garfunkel, che nei giorni delle riprese ascoltava in modo ossessivo.

## Colonna sonora
Nei titoli di testa si legge "Canzoni di Paul Simon", seguita dalle parole "Eseguite da Simon e Garfunkel"; infine la scritta "Musiche aggiuntive di Dave Grusin". Per la precisione le canzoni di Simon inserite nel film sono tre: The Sound of Silence, che apre il film già sui titoli di testa, e April Come She Will, entrambe già edite; poi Mrs. Robinson, l'unica scritta per l'occasione, che arriva a metà della pellicola. Altri brani sono Scarborough Fair, appartenente alla tradizione folcloristica britannica e qui arrangiato da Simon e Garfunkel, che si sente più volte, cantato o anche solo suonato e una versione alternativa di The Big Bright Green Pleasure Machine che si sente alla prima uscita di Ben ed Elaine al fast food. La versione di Mrs. Robinson che si sente nel film è leggermente diversa da quella poi incisa: tra l'uscita della pellicola e la registrazione del disco trascorsero tre mesi. Quando il film uscì in Italia, i giornali attribuirono correttamente le canzoni a Paul Simon, autore sia dei testi sia della musica, ma nel tempo, con il successo internazionale della coppia, è invalsa l'abitudine di riferirsi alla colonna sonora del Laureato come «musiche di Simon e Garfunkel».

## Accoglienza

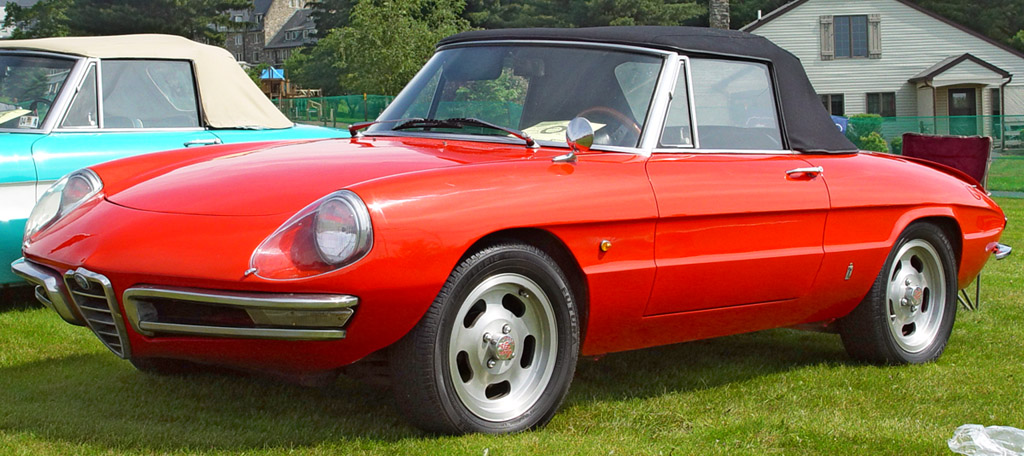
Un'Alfa Romeo Spider "Duetto" simile a quella presente nel film

Il film ebbe un successo strepitoso, tanto da diventare un film di culto, rivisto, citato (una citazione su tutti in Suits nel settimo episodio della seconda stagione), ricordato e apprezzato anche a distanza di moltissimi anni.
La fortuna della pellicola si deve a un insieme di fattori: le interpretazioni dei protagonisti (Dustin Hoffman, al suo primo ruolo cinematografico importante; Anne Bancroft, la donna matura che seduce il giovane laureato, Katharine Ross nella parte della giovane Elaine), l'innovativa regia di Mike Nichols, l'utilizzo delle canzoni eseguite da Simon & Garfunkel (in particolare le due celeberrime canzoni The Sound of Silence e Mrs. Robinson, oltre a Scarborough Fair e April Come She Will), il tema molto trasgressivo per l'epoca, le argute situazioni grottesche.
Alcune scene, prima fra tutte la corsa disperata di Benjamin a bordo di un'Alfa Romeo Spider 1600 Duetto rossa targata California OUP 367 (vettura rimasta famosa proprio grazie al film) e le urla in chiesa per impedire il matrimonio di Elaine, ma anche il primo incontro fra Ben e Mrs. Robinson in albergo, sono rimaste impresse nella memoria e nell'immaginario collettivo.
Il film, prodotto nel 1967, sia pure in veste di commedia e attraverso un taglio sentimentale e non politico, avverte e in qualche modo anticipa i fermenti giovanili di ribellione che esplosero di lì a pochi mesi nelle grandi contestazioni del 1968.
In tutta la pellicola viene continuamente sottolineata una sostanziale incomunicabilità fra i giovani e gli adulti, con questi ultimi che tentano di imporre i propri schemi perbenisti. Parlando dei personaggi principali, non è un caso che i ragazzi siano "Benjamin" e "Elaine", mentre gli adulti rimangono semplicemente "il signor/la signora Braddock", "il signor/la signora Robinson". Benjamin non riesce a comunicare né con i genitori né tantomeno con la signora Robinson, neppure dopo esserne diventato l'amante. Benjamin non è ancora un figlio del '68, non si ribella apertamente, non tenta di cambiare il mondo, semplicemente si limita a disobbedire, ha il coraggio di fare di testa sua, scegliendo una strada diversa da quella pensata dagli adulti.
La fuga finale dei due giovani in un autobus preso a caso può essere vista come una sintesi del clima di quell'epoca, la spinta verso una rottura con il conformismo imposto dalla società, ma attraverso una fuga inconsapevole, colma di incertezze e priva di un reale progetto.

## Edizione italiana
Dopo il visto di censura (n. 52057 del 31 luglio 1968) che lo classificò «per tutti», il film uscì nelle sale italiane nella stagione 1968-1969, in date diverse secondo le città, come usava all'epoca: a Roma l'11 settembre, a Milano il 27 dello stesso mese, a Firenze il 15 novembre, a Torino addirittura il 16 gennaio 1969. Il doppiaggio fu realizzato dalla C.D.C. e diretto da Mario Maldesi su dialoghi di Sergio Jacquier.

## Locandina
Nel gennaio 2013 l'attrice Linda Gray affermò che era sua la gamba in primo piano nel celebre manifesto del film: nel 1967 era ancora una modella sconosciuta e posò lei, al posto della Bancroft, per la foto poi usata nei manifesti, venendo pagata «25 dollari per una gamba!»

## Riconoscimenti
- 1968 - Premio Oscar
  - Miglior regista a Mike Nichols
  - Candidatura come miglior film a Lawrence Turman
  - Candidatura come miglior attore protagonista a Dustin Hoffman
  - Candidatura come miglior attrice protagonista a Anne Bancroft
  - Candidatura come miglior attrice non protagonista a Katharine Ross
  - Candidatura come migliore sceneggiatura non originale a Calder Willingham e Buck Henry
  - Candidatura come migliore fotografia a Robert Surtees
- 1968 - Golden Globe
  - Miglior film commedia o musicale
  - Migliore regia a Mike Nichols
  - Miglior attrice in un film commedia o musicale a Anne Bancroft
  - Miglior attore debuttante a Dustin Hoffman
  - Miglior attrice debuttante a Katharine Ross
  - Candidatura come miglior attore in un film commedia o musicale a Dustin Hoffman
  - Candidatura come migliore sceneggiatura a Calder Willingham e Buck Henry
- 1969 - BAFTA
  - Miglior film a Mike Nichols
  - Miglior regista a Mike Nichols
  - Miglior attore debuttante a Dustin Hoffman
  - Migliore sceneggiatura a Calder Willingham e Buck Henry
  - Miglior montaggio a Sam OSteen
  - Candidatura come migliore attrice protagonista a Anne Bancroft
  - Candidatura come miglior attrice debuttante a Katharine Ross
- 1967 - New York Film Critics Circle Award
  - Migliore regia a Mike Nichols

Fonte: Metro-Goldwyn-Mayer.
Due battute del film sono state inserite nel 2005 nella lista delle cento migliori citazioni cinematografiche di tutti i tempi stilata dall'American Film Institute; in particolare, la frase "Plastica" ("Plastics" in lingua originale), che figura al 42º posto, e la celebre battuta "Signora Robinson, lei sta cercando di sedurmi. O no?" ("Mrs. Robinson, you're trying to seduce me. Aren't you?" in lingua originale), che vi figura al 63º posto.